# Viellinien-Blattspanner
Der Viellinien-Blattspanner (Costaconvexa polygrammata), auch Viellinien-Labkrautspanner genannt, ist ein Schmetterling (Nachtfalter) aus der Familie der Spanner (Geometridae).

## Merkmale

### Falter
Die Flügelspannweite der Falter beträgt 18 bis 26 Millimeter. Die Vorderflügel haben eine helle bräunliche bis graubraune Grundfarbe. Auf ihnen verlaufen mehrere zum Saum fast parallele braune Querlinien. Im Mittelfeld ist oftmals ein schmales dunkles Saumband zu erkennen sowie ein kleiner schwarzer Diskalfleck. In den Apex mündet ein weißlicher Wisch. Direkt am Saum verläuft eine durchgehende oder aus schwarzen Strichen gebildete Linie. Die Hinterflügel sind etwas heller gefärbt und mit mehreren dunklen Querlinien versehen.

### Ei, Raupe, Puppe
Das runde Ei ist zunächst gelblich und nimmt später eine rote Farbe an.
Erwachsene Raupen sind grünlich oder bräunlich gefärbt und haben eine unterbrochene dunkle Rückenlinie sowie schwärzliche Schrägstriche.
Die Puppe ist von rotbrauner Farbe und zeigt dunkle Flügelscheiden und Rückenflecke. Sie besitzt einen sehr spitzen Kremaster.

### Ähnliche Arten
Der Viellinien-Blattspanner ähnelt dem Sumpflabkraut-Blattspanner (Orthonama vittata), bei dem jedoch der weißliche Wisch am Apex durch einen schwarzen Teilungsstrich ersetzt ist. Außerdem ist die am Saum verlaufende schwarze Line aus kleinen Punkten gebildet.

## Geographische Verbreitung und Vorkommen
Die Art ist von Nordafrika über weite Teile Europas bis nach Russland verbreitet. Im Norden kommt sie auf den Britischen Inseln und im südlichen Fennoskandinavien vor, im Süden reicht das Verbreitungsgebiet bis zum Pamir. Der Viellinien-Blattspanner besiedelt bevorzugt feuchte Wiesen, Bruchwälder und Moorgebiete.

## Lebensweise
Die nachtaktiven Falter fliegen in bis zu vier Generationen pro Jahr, wobei die erste Ende März und die letzte Anfang Oktober beobachtet wurde. Sie besuchen künstliche Lichtquellen und Köder. Die Raupen ernähren sich von den Blättern verschiedener Labkrautarten (Galium). Die Art überwintert normalerweise als Puppe. Wenn eine vierte Generation gebildet wird, überwintern deren Eier.

## Gefährdung
Der Viellinien-Blattspanner kommt in den deutschen Bundesländern in unterschiedlicher Anzahl vor, im Norden zahlreicher, ist jedoch in einigen südlichen Gebieten verschollen. Er wird auf der Roten Liste in Kategorie 3 („gefährdet“) geführt.